# Krasobruslení na Zimních olympijských hrách 1984
Krasobruslení na Zimních olympijských hrách 1984 se konalo na stadionu Zetra Olympic Hall v Sarajevu.

## Medailové pořadí zemí
| Pořadí | Země                                 | Zlato | Stříbro | Bronz | Celkově |
| ------ | ------------------------------------ | ----- | ------- | ----- | ------- |
| 1.     | Spojené státy americké (USA)         | 1     | 2       | 0     | 3       |
| 2.     | Sovětský svaz (URS)                  | 1     | 1       | 3     | 5       |
| 3.     | Velká Británie (GBR)                 | 1     | 0       | 0     | 1       |
| 3.     | Německá demokratická republika (GDR) | 1     | 0       | 0     | 1       |
| 4.     | Kanada (CAN)                         | 0     | 1       | 0     | 1       |
| 5.     | Československo (TCH)                 | 0     | 0       | 1     | 1       |
|        | Celkem                               | 4     | 4       | 4     | 12      |

## Medailisté

### Muži
| Disciplína | Zlato                                         | Výkon | Stříbro                    | Výkon | Bronz                                 | Výkon |
| ---------- | --------------------------------------------- | ----- | -------------------------- | ----- | ------------------------------------- | ----- |
| muži       | Scott Hamilton · Spojené státy americké (USA) | 3,4   | Brian Orser · Kanada (CAN) | 5,6   | Jozef Sabovčík · Československo (TCH) | 7,4   |

### Ženy
| Disciplína | Zlato                                                   | Výkon | Stříbro                                           | Výkon | Bronz                                | Výkon |
| ---------- | ------------------------------------------------------- | ----- | ------------------------------------------------- | ----- | ------------------------------------ | ----- |
| ženy       | Katarina Wittová · Německá demokratická republika (GDR) | 3,2   | Rosalyn Sumnersová · Spojené státy americké (USA) | 4,6   | Kira Ivanovová · Sovětský svaz (URS) | 9,2   |

### Smíšené soutěže
| Disciplína        | Zlato                                                      | Výkon | Stříbro                                                               | Výkon | Bronz                                                       | Výkon |
| ----------------- | ---------------------------------------------------------- | ----- | --------------------------------------------------------------------- | ----- | ----------------------------------------------------------- | ----- |
| sportovní dvojice | Sovětský svaz (URS) · Jelena Valovová · Oleg Vasiljev      | 1,4   | Spojené státy americké (USA) · Kitty Carruthersová · Peter Carruthers | 2,8   | Sovětský svaz (URS) · Larisa Selezněvová · Oleg Makarov     | 3,8   |
| taneční páry      | Velká Británie (GBR) · Jayne Torvillová · Christopher Dean | 2,0   | Sovětský svaz (URS) · Natalja Bestemjanovová · Andrej Bukin           | 4,0   | Sovětský svaz (URS) · Marina Klimovová · Sergej Ponomarenko | 7,0   |